# Karl Rittel
Karl Rittel (* 31. Oktober 1901 in Koblenz; † 1968) war von 1946 bis 1961 Amtsbürgermeister des Amtes Waldrach in Ruwer bzw. des Amtes Ruwer und seit 1961 Landrat des Landkreises Koblenz.
Im Januar 1967 wurde ihm das Große Verdienstkreuz der Bundesrepublik Deutschland verliehen.
Er war Mitglied der Deutschen Zentrumspartei und später der CDU.
Zeitweise war er Vorsitzender des Gemeindetages Rheinland-Pfalz und Mitglied des SWF-Rundfunkrates.